# Tenoria juncea
Tenoria juncea är en flockblommig växtart som beskrevs av Pietro Bubani. Tenoria juncea ingår i släktet Tenoria och familjen flockblommiga växter. Inga underarter finns listade i Catalogue of Life.